# Ernobius schedli
Ernobius schedli är en skalbaggsart som beskrevs av Brown 1932. Ernobius schedli ingår i släktet Ernobius och familjen trägnagare. Inga underarter finns listade i Catalogue of Life.